# Pannónia kincse
A  Pannónia kincse  magyar nemesítésű szőlőfajta. Magyarországon a negyedik legelterjedtebb csemegeszőlő.

## Eredete és elterjedtsége
Poczik Ferenc állította elő 1942-ben, Budakeszin, a Szőlőskertek királynője muskotály és a Cegléd szépe keresztezésével. Állami minősítést 1959-ben kapott. A kiskertekben mindenütt megtalálható, jellemzően étkezési szőlőfajta.

## Jellemzői
Tőkéje erős fejlődésű, a talaj iránt nem érzékeny, hosszúcsapra metszve igen bőven terem. Levele világoszöld színű, sima felületű, sarkosan tagolt. Augusztus végén, szeptember elején érik, de hosszabb ideig a tőkén hagyható, mert nem rothad és túlérve sem veszít kellemes, zamatos ízéből. Nagy, 30 dkg átlagsúlyú fürtje és szépen színeződő, ropogós, nagy bogyói tetszetősek. Kevesebb fürthozamnál a bogyó alakja ovális, nagyobbnál, gömbölyű marad. Húsa kemény, ropogós, édes, ám gyakran száraznak, lészegénynek tartják. Nem fagytűrő és bogyói a barnulásra, nyomásra érzékenyek; rosszul szállítható.
Bora lágy, gyenge asztali bor. 

## Külső hivatkozások
- A szőlőnemesítés története
- Pannónia kincse